# Ендржеевский, Владислав Антонович
Владислав Антонович Ендржеевский (Владыслав Енджеевский; пол. Władysław Jędrzejewski; 1863 — 1940) — русский и польский военачальник, генерал-майор  (1917); дивизионный генерал Польской армии (1922). Герой Первой мировой войны. Участник советско-польской войны. В 1939 году умер в тюрьме НКВД.

## Биография
В 1880 году  вступил в службу после получения домашнего образования. В 1884 году после окончания Варшавского пехотного юнкерского училища произведён в подпоручики и выпущен в Иркутский 93-й пехотный полк.
В 1884 году произведён в поручики, в  1900 году в штабс-капитаны, в 1901 году в капитаны — командир роты. В 1910 году произведён в подполковники, в 1914 году в полковники — командир батальона.
С 1914 года участник Первой мировой войны в составе своего полка, начальник боевого участка. С 1915 года командир Коломенского 119-го пехотного полка.

Высочайшим приказом от 10 ноября 1915 года за храбрость награждён Георгиевским оружием: 
За то, что в боях 5-го и 6-го ноября 1914 года при деревне Новосольна, временно командуя 95-м пехотным Красноярским полком с дивизионом артиллерии, захватил часть неприятельской позиции, с которой наши войска обстреливались фланговым огнём, и удерживал её в течение двух дней, отбивая атаки неприятеля в превосходных силах, при чём, переходя 6 ноября 1914 года свои позиции при деревне Глаговец и с 15 по 23 ноября у господского двора Бышево, у деревни Богиня и Скошево, отбивая все атаки немцев, веденные в превосходных силах, при чём сам переходил в наступление

Высочайшим приказом от 6 августа 1915 года за храбрость награждён Орденом Святого Георгия 4-й степени: 
За то, что в бою на р. Равк в ночь с 8-го на 9-е декабря 1914 года состоя начальником боевого участка и находясь под сильным и действительным огнём противника, своим решительным действием отбросил противника в превосходных силах и тем самым содействовал победоносному действию дивизии, обеспечивая от прорыва
С 1917 года генерал-майор — командир бригады 30-й пехотной дивизии.
После Октябрьской революции с 1918 года служил в Войске Польском — комендант резерва офицеров в Варшаве. С 1919 года командир 5-й пехотной дивизии и начальник гарнизона города Львова,  командующий оперативной группой войск Галицийского фронта и командующий обороной города Львова. В 1920 году произведён в генерал-поручики, участник Советско-польской войны — командующий Южным фронтом польской армии (см. также Битва при Комарове). С 1921 года начальник генерального округа Люблин и 6-го корпусного округа в городе Львов. В 1922 году произведён в дивизионные генералы. С 1924 года в отставке. С 1939 года участник Немецко-польской войны. В сентябре 1939 года вернулся на службу и организовал Гражданскую оборону Львова.  4 октября 1939 года, после занятия города Красной армией в ходе Польского похода РККА, был арестован НКВД. Вероятно,  умер в тюрьме во Львове в марте 1940 года (или был расстрелян в 1939 году). Фигурант Украинского Катынского списка. В 2012 году останки генерала захоронены на польском военном кладбище в Быковние.

## Награды
- Орден Святого Станислава 3-й степени  с мечами и бантом (1901; Мечи — ВП 05.11.1915)
- Орден Святой Анны 3-й степени с мечами и бантом (1906; Мечи — ВП 27.04.1915)
- Орден Святого Станислава 2-й степени с мечами  (1913; Мечи — ВП 02.09.1916)
- Орден Святой Анны 2-й степени с мечами (ВП 06.12.1913; Мечи — ВП 19.04.1915)
- Орден Святого Владимира 4-й степени с мечами и бантом (ВП 1913; Мечи — ВП 27.07.1915)
- Георгиевское оружие (ВП 11.03.1915)
- Орден Святого Георгия 4-й степени (ВП 06.08.1915)
- Орден Святого Владимира 3-й степени с мечами (ВП 18.04.1917)

### Комментарии
1. ↑  добровольные гражданские формирования, существовавшие в Польше во время Второй республики. Занимались поддержанием порядка, охраной объектов инфраструктуры:  мостов, туннелей и путепроводов, железнодорожных станций и др.

### Сноски
1. ↑  Ендржеевский, Владислав Антонович:: Документы о награждениях :: Первая мировая война :: ГО. cavalier.rusarchives.ru. Дата обращения: 21 октября 2019.
2. ↑  Ендржеевский, Владислав Антонович:: Документы о награждениях :: Первая мировая война :: ОСГ-4. cavalier.rusarchives.ru. Дата обращения: 21 октября 2019.
3. ↑  Ukraińska Lista Katyńska (неопр.). — Институт национальной памяти (Польша). — С. 54. Архивировано 8 августа 2014 года.
4. ↑    Andrzej Przewoźnik; Jolanta Adamska.  Katyń. Zbrodnia, prawda, pamięć. 2010. isbn  978-83-247-2036-1. Warszawa. Świat Książki. стр. 549–550